# Theloderma annae
Theloderma annae é uma espécie de anfíbio anuros da família Rhacophoridae. Está presente no Vietname. A UICN classificou-a como pouco preocupante.